# テイ・ディグス
テイ・ディグス（Taye Diggs、1971年1月2日 - ）は、アメリカ合衆国ニューヨーク州ロチェスター出身の俳優である。ブロードウェイ・ミュージカル『レント』、『ヘドウィグ・アンド・アングリーインチ』、テレビ番組『プライベート・プラクティス 迷えるオトナたち』、映画『ステラが恋に落ちて』、『ベストマン』およびその続編『最高の贈りもの』で知られている。

## 人物・来歴
ディグスは、ニューヨーク市ブルックリンで長男として生まれ（下に弟と妹が2人ずついる）、ニューヨーク州北部のロチェスターで育った。ロチェスターのスクールオブアーツ高校で舞台演劇を学び、その後、シラキューズ大学の視覚舞台芸術科に進学してミュージカル演劇専攻で学士号を取得している。
デビュー作はミュージカル『回転木馬』の地方公演。
1996年、ジョナサン・ラーソンの『レント』で意地の悪い大家ベニー役のオリジナル・キャストに配役され、同作がトニー賞やピューリッツァー賞を受賞する大ヒット作となったことが出世のきっかけとなった。この作品には、のちの妻となるイディナ・メンゼルも出演していた。以後、数多くのテレビや映画に出演している。
2005年、映画『レント』で再度ベニー役を演じた。また『回転木馬』1994年再演キャスト版、『レント』1996年オリジナル・ブロードウェイ・キャスト版、『The Wild Party 』オリジナル・オフブロードウェイ・キャスト版のキャスト・レコーディングにも参加しているほか、映画『レント』のサウンドトラックにも参加している。
日本では、テレビドラマ『アリー my Love』の第4シーズンでセクシーな弁護士役のレギュラー出演でお馴染みである。『ザ・ホワイトハウス』の第4シーズンではシークレットサービス役でゲスト出演し、『ふたりは友達? ウィル&グレイス』の最終シーズンではウィルの恋人役でセミレギュラー出演していた。

## 私生活
2003年1月11日、ミュージカル『レント』で共演したイディナ・メンゼルと7年越しの大恋愛を実らせ結婚した。2009年9月2日に男児が誕生した。しかし、2013年に10年の結婚生活ののちメンゼルと別居し、2014年12月3日に離婚した。彼は「サミー・デイヴィス・ジュニア」という名前の犬と、「エラ」と「コルトレーン」という名前の猫を飼っている。

## 主な出演作品

### 映画
- 『ステラが恋に落ちて』 How Stella Got Her Groove Back (1998)： ウィンストン 役
- 『go』 Go (1999)
- 『ソウル・メイト』 The Wood (1999)
- 『ベストマン』 The Best Man (1999)： ハーパー・スチュワート 役
- 『TATARI タタリ』 House on Haunted Hill (1999)
- 『誘拐犯』 The Way of the Gun (2000)
- 『ベスト・フレンド』 New Best Friend (2002)
- 『はじまりはキッスから』 Just a Kiss (2002)
- 『ブラウン・シュガー』 Brown Sugar (2002)
- 『リベリオン』 Equilibrium (2002)： ブラント (同僚の隊員) 役
- 『シカゴ』 Chicago (2002)： バーテンダー (司会者) 役
- 『閉ざされた森』 Basic (2003)
- 『お坊ちゃまはラッパー志望』 Malibu’s Most Wanted (2003)
- Drum (2004) ※日本劇場未公開
- 『ヘザー・グラハム in おいしいオトコの作り方』 Cake (2005)
- 『レント』 Rent (2005)： ベニー (家主) 役
- 『ラフ・ボーイズ ROUGH BOYZ』 30 Days (2006)
- 『ダウト』 Slow Burn (2007)
- 『ディラン・ドッグ デッド・オブ・ナイト』 Dylan Dog: Dead of Night (2010)
- 『30日の婚活トラベル』 Baggage Claim (2013)
- 『最高の贈りもの』 The Best Man Holidayl (2013)： ハーパー・スチュワート 役
- 『リーガル・マインド 〜裏切りの法廷〜』 The Trials of Cate McCall (2013)
- 『映画 マイリトルポニー プリンセスの大冒険』 My Little Pony: The Movie (2017) ※アニメーション映画で声の出演
- 『セットアップ: ウソつきは恋のはじまり』 Set It Up (2018)
- 『ブラッド・ジャスティス』 River Runs Red (2018)： チャールズ 役

### テレビ
- 『アリー my Love』Ally McBeal (2001, シーズン4)： ジャクソン (同僚の弁護士) 役
- 『パンクト』 Punk'd (2003)
- 『ザ・ホワイトハウス』The West Wing (2003, シーズン4)： ウェスリー (シークレットサービス) 役
- Kevin Hill (2004-2005) ※日本未放映
- 『America's Next Top Model』 America's Next Top Model (2004)
- 『ふたりは友達? ウィル&グレイス』 Will & Grace (2006, シーズン8)： ジェームズ (ウィルの怪しい恋人) 役
- 『デイ・ブレイク』 Day Break (2006-2007)
- 『グレイズ・アナトミー 恋の解剖学』Grey's Anatomy (2007-2009, シーズン3,5)
- 『プライベート・プラクティス 迷えるオトナたち』 Private Practice (2007-2013)
- 『New Girl / ダサかわ女子と三銃士』 New Girl (2013, シーズン3)
- 『グッド・ワイフ』 The Good Wife (2014, シーズン6)
- 『ローズウッド 〜マイアミ私立検視ラボ』 Rosewood (2015-2016, シーズン1)
- 『NCIS 〜ネイビー犯罪捜査班』 NCIS: Naval Criminal Investigative Service (2016, シーズン13)
- 『MURDER IN THE FIRST/第1級殺人』 Murder in the First (2014-2016)： テリー・イングリッシュ 役
- 『Empire 成功の代償』 Empire (2016-2017, シーズン3,4)

## 主な受賞歴
- 2006年、映画『レント』ベニー・コフィン3世役 - テレビ映画批評家協会賞俳優賞ノミネート

## 関連文献
- Taye Diggs interview